# Norman Levinson
Norman Levinson   (Lynn, 11 d'agost de 1912 - Boston, 10 d'octubre de 1975) va ser un matemàtic estatunidenc.
Fill d'una família immigrant russo-jueva molt pobre, va aconseguir acabar els estudis secundaris a Revere (Massachusetts) el 1929 i entrar a l'Institut de Tecnologia de Massachusetts (MIT) on va conèixer Norbert Wiener el curs 1933-34 i amb qui va mantenir una llarga amistat i col·laboració científica. En graduar-se en enginyeria elèctrica el 1934, el director del departament i el propi Wiener, li van aconseguir una beca per estudiar un curs a la universitat de Cambridge sota la direcció de G.H. Hardy. En retornar, el 1935, va obtenir el doctorat al MIT i, a continuació, va estar dos cursos a l'Institut d'Estudis Avançats de Princeton, supervisat per John von Neumann. El 1937 Wiener el va proposar al MIT per substituir Jesse Douglas, qui estava malalt, però l'antisemitisme de l'època no ho va fer possible, fins que Hardy, en una visita a Boston, va insinuar al director Vannevar Bush, irònicament, que potser la seva institució s'hauria de denominar Institut de Teologia de Massachusetts. Levinson va ser contractat i va fer tota la seva carrera acadèmica al MIT fins a la seva mort el 1975.
Levinson va publicar més d'un centenar d'articles i monografies científiques. El seu camp de treball més notable va ser el de l'anàlisi complexa, incloent les seqüències d'exponencials, transformades de Fourier i sèries de Dirichlet. També va fer recerca en altres camps com l'anàlisi estocàstica i, en els últims anys de la seva vida, la funció zeta de Riemann.